# Lu Possehl
Lu Possehl (* 6. Juni 1943 in Solingen) ist eine deutsche Malerin und Stahl-Bildhauerin.

## Werdegang
Possehl lebt und arbeitet in der Düsseldorfer Carlstadt.
Sie belegte ein Studium von 1981 bis 1986 an der staatlichen Kunstakademie Düsseldorf, freie Grafik bei Rolf Sackenheim, Kunstgeschichte bei Eugen Gomringer und Philosophie bei Paul Good.
Seit 1986 hatte sie regelmäßige Ausstellungen im In- und Ausland.
Studienreisen unternahm sie nach Mexiko, Brasilien, Tunesien.

## Werk
Lu Possehl hat sich in ihrer Malerei in verschiedenen Richtungen ausgedrückt, hervorzuheben sind informelle Arbeiten mit Acryl, häufig mit anderen Materialien kombiniert, auf Leinwand. Hinzu kommen Werke skizzenhafter Körperdarstellungen, meist auf Papier und Leinwand.
Diese sind auch zu erkennen in ihren Stahlskulpturen, die Figuren darstellen, die auf wesentliche Ausdrucksformen reduziert sind. Charakteristisch sind archaische Grundformen und Paare; das Vereinen von Gegensätzen und konträren Kräften, z. B. als Harmonisierung einer männlich-weiblichen Dualität, durchzieht die Werke.

## Ausstellungen
Einzelausstellungen (Auswahl)
- Theatergalerie Remscheid
- Museo del Chopo, Mexiko-Stadt
- Museum Kunstpalast, Düsseldorf
- Projekt Stahlschiff-Stahlkunst, Rotterdam und Belo Horizonte, Brasilien
- Galerie d’Art, Port El Kantaoui, Tunesien
- Landtag Düsseldorf
- Malkasten, Düsseldorf
- Saale Galerie, Saalfeld

Gruppenausstellungen (Auswahl)
- Frauenmuseum, Bonn
- Museum Ratingen
- Klingenmuseum, Solingen
- Interart Beeldentuin, Niederlande
- Tuchfühlung Langenberg
- Die Große Kunstausstellung NRW
- Park Schloss Philippsruhe, Hanau
- GeWo Galerie, Marburg

## Werke in öffentlichem Besitz (Auswahl)
- Artothek Düsseldorf
- Stadt Remscheid
- Sparkasse Ratingen
- Kultusministerium NRW, Kornelimünster
- Landesarbeitsamt Düsseldorf
- Thyssen Krupp Stahl Duisburg
- Galerie Schloss Neersen
- Städtische Galerie Monheim
- Artothek Erkrath
- Kulturamt Mettmann
- MBN Bau AG, Georgsmarienhütte, für Finanzamt Nauen
- WGZ Bank